# Vật lý hạt nhân
Vật lý hạt nhân là một nhánh của vật lý đi sâu nghiên cứu về hạt nhân của nguyên tử (gọi tắt là hạt nhân). Các ứng dụng phổ biến nhất được biết đến của vật lý hạt nhân là sự tạo năng lượng hạt nhân và công nghệ vũ khí hạt nhân, nhưng các nghiên cứu đã được áp dụng trong nhiều lĩnh vực, bao gồm trong y học hạt nhân, hình ảnh cộng hưởng điện từ, cấy ion trong kỹ thuật vật liệu, bức xạ cacbon xác định tuổi trong địa chất học và khảo cổ học. Vật lý hạt nhân gồm 3 phần: mô tả các hạt cơ bản (prôtôn và nơtrôn) và các tương tác giữa chúng, phân loại và trình bày các tính chất của hạt nhân, và cung cấp các kỹ thuật
tân tiến mà nó mang lại.
Vật Lý Hạt phát triển ra nhóm vật lý hạt nhân. Trong đó, gồm Vật Lý Hạt Nhân Thiên Văn , một ứng dụng của vật lý hạt nhân vào vật lý thiên văn - giải thích cho các hoạt động của các vì sao trong ngân hà và căn nguyên của các nguyên tố hóa học.

## Lịch sử

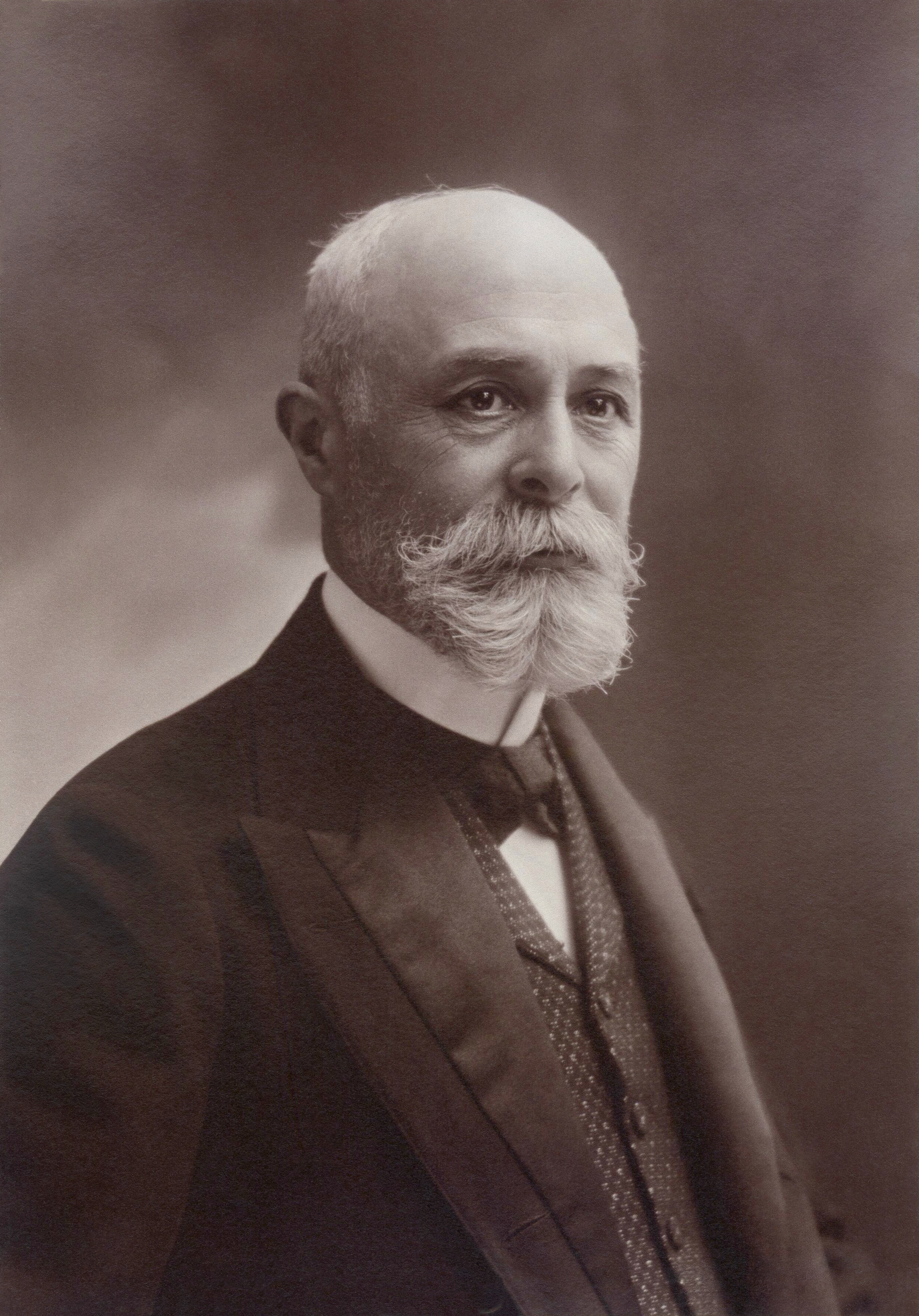
Henri Becquerel

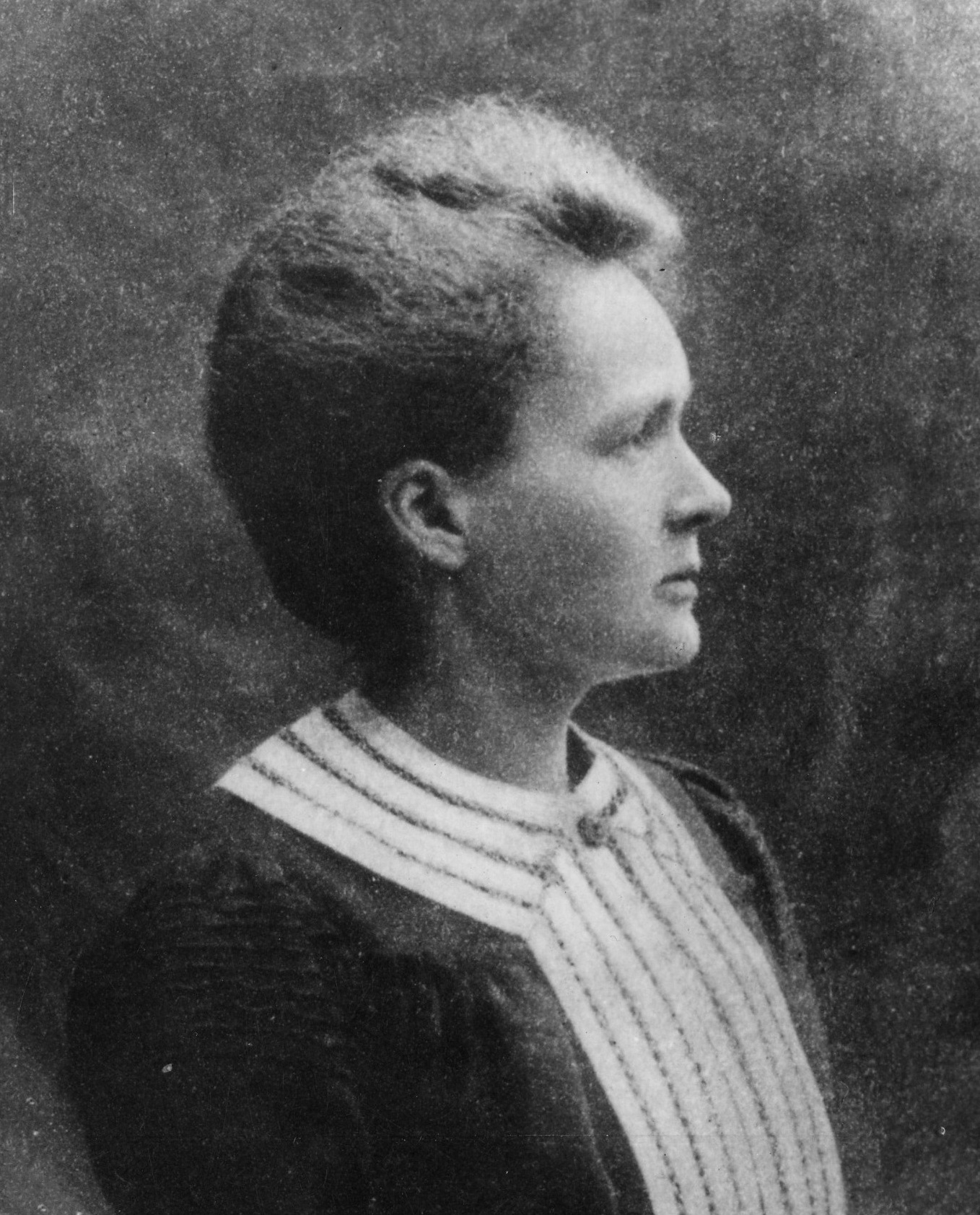
Marie Curie

Lịch sử của vật lý hạt nhân như là một môn học khác với vật lý nguyên tử bắt đầu với việc phát hiện ra phóng xạ bởi Henri Becquerel năm 1896, trong khi điều tra hiện tượng lân quang trong muối uranium. Việc phát hiện ra các điện tử của Joseph John Thomson một năm sau đó là một sự chỉ ra cho thấy các nguyên tử có cấu trúc bên trong. Vào đầu thế kỷ 20, mô hình nguyên tử được chấp nhận là mô hình mứt mận (Plum pudding model) trong đó nguyên tử được hình dung như là một quả bóng điện tích dương lớn với các hạt electron điện tích âm được nhúng bên trong nó. Bước sang thế kỷ này các nhà vật lý cũng đã phát hiện ra ba loại bức xạ phát ra từ các nguyên tử, mà họ đặt tên là alpha, beta, và bức xạ gamma. Các thí nghiệm vào năm 1911 bởi Otto Hahn và James Chadwick vào năm 1914 phát hiện ra rằng quang phổ phân rã beta là liên tục chứ không phải là rời rạc. Có nghĩa là, các hạt điện từ bị đẩy khỏi nguyên tử với một loạt các nguồn năng lượng, chứ không phải là số rời rạc của các nguồn năng lượng đã được quan sát thấy trong phân rã gamma và alpha. Đây là một vấn đề đối với vật lý hạt nhân vào thời điểm đó, bởi vì nó chỉ ra rằng năng lượng không được bảo toàn trong các phân rã.
Vào năm 1915, Albert Einstein xây dựng ý tưởng của sự tương đương năng lượng-khối lượng (E = mc2 ). Dựa trên hiện tượng phóng xạ được ghi chép lại bởi Becquerel và Marie Curie xây dựng trước đó, đây là một sự giải thích về nguồn năng lượng phóng xạ. Về sau đã có sự khám phá ra rằng bản thân hạt nhân là sự kết thành của các phần nhỏ hơn, các nucleon.

## Vật lý hạt nhân hiện đại
Một hạt nhân nặng có thể có hơn hàng trăm nucleon. Với một vài phương thức tương đối vẫn có thể áp dụng hệ thống cơ bản. Tuy nhiên, với những hạt đặc biệt sẽ cần dùng đến hệ thống lượng tử. 
Ví dụ về hệ thống cơ bản: Trong kết quả mô hình giọt nước (SEMF - Semi-empirical mass formula), hạt nhân sở hữu năng lượng của một phần sức căng bề mặt và một phần lực đẩy điện tích ảnh hưởng đến hạt nhân của các hạt proton. Trong mô hình này có thể miêu tả được nhiều tính năng nuclei khác nhau, bao gồm cả tổng thể khuynh hướng của năng lượng liên kết với trọng điểm của số khối lượng. Đôi khi, có thể dùng để mô tả hiện tượng phân hạch hạt nhân.
Nhưng với hiệu ứng lượng tử, khi dùng mô hình vỏ hạt nhân, được phát triển bởi Maria Goeppert Mayer và  J. Hans D. Jensen. Các Nuclei với các số phép của các Neutron và Proton thường có tính ổn định. Bởi vì, phần mô hình vỏ hạt nhân luôn trong trạng thái đầy.
Ngoài ra, còn có hệ thống mô hình hạt phản ứng boson, khi ghép các neutron và proton dưới dạng boson.
Áp dụng thêm Ab initio để phân tích hạt nhân từ gốc, bắt đầu bằng những nucleon và phản ứng của chúng.
Đa phần những nghiên cứu trong vật lý hạt nhân luôn áp dụng trong những điều kiện ưu hóa như cường độ xoáy và kích thích năng lượng. Các nuclei có thể có hình dạng đa thể hoặc kích thước như định dạng hạt to neutron chuyển thành hạt proton. Những người thí nghiệm có thể tạo ra các định dạng nuclei theo ý muốn. Bằng cách sử dụng các máy tổng hợp nhân tạo để có được năng lượng hợp hạch hoặc các phản ứng chuyển hóa nucleon, tăng tia các ion từ máy gia tốc hạt.
Khi tăng các tia với nguồn năng lượng cao có thể tạo ra các hạt nuclei có sức tỏa nhiệt bức xạ khủng khiếp. Ở giai đoạn này, những thí nghiệm đó đã chuyển tiếp sang từ vật chất hạt nhân bình thường sang một thể nhiệt hạch hoàn toàn mới, gọi là quark–gluon plasma. Trong định dạng này, các hạt quark sẽ tương tác với nhau, thay vì tách biệt.

### Chia tách hạt nhân
Với 80 nguyên tố khác biệt phải có ít nhất một đồng vị ổn định không bao giờ bị chia tách, trong tổng số khoảng 252 nuclide ổn định. Tuy nhiên, hàng nghìn đồng vị đều được đánh giá là không ổn định. Những ''đồng vị phóng xạ'' có ước tính thời gian phân rã từ vài khắc trên giây cho đến hơn ngàn tỷ năm. Chia xoắn trên bảng thống kê như một hệ thống hoạt động của số nguyên tử và số neutron. Năng lượng liên kết của các nuclide được hình thành gọi là thung lũng ổn định (valley of stability) - hay còn gọi là bảng tính Segrè. Những nuclide ổn định luôn nằm bên dưới trong bảng thống kê sóng năng lượng của thung lũng này. Còn các nuclide không ổn định thường nằm trên phần còn lại của bảng và có liên kết năng lượng mỏng hơn.

Nuclei có độ ổn định sẽ sở hữu các mật độ khoảng cách nhất định hoặc sự cân bằng trong cấu trúc hợp thành của các neutron và proton: nếu có quá ít hoặc quá nhiều các hạt neutron (so với mật độ của proton) sẽ dẫn đến sự chia tách (phân rã hạt nhân).     

Ví dụ 1: trong phân rã beta, một nitơ-16 nguyên tử (7 proton, 9 neutron) được chuyển đổi thành oxy-16 nguyên tử (8 proton, 8 neutron) chỉ với vài giây để tạo thành. Trong trường hợp của thí nghiệm hóa học này, nó sẽ làm tách ra một neutron trong nucleus của nitrogen để chuyển đổi bằng một lực tương tác yếu vào trong một proton, lực này được sử dụng một electron và một phản neutrino (một định dạng phản vật chất của neutrino). Sau thí nghiệm, sẽ thu được một nguyên tố khác (Oxy) với số proton khác với nguyên tố ban đầu.

Ví dụ 2: trong phân rã alpha, thường hay diễn ra trong các nucleic có tổng thể khối lượng nặng nhất (đặc nhất). Sự phân rã nguyên tố phóng xạ sẽ giải phóng một nucleus của helium (2 proton và 2 neutron), làm tăng thêm một nguyên tố, helium-4. Ở nhiều trường hợp, quá trình này sẽ diễn ra thành các chuỗi phản ứng có tính tương tự (chuỗi phân rã), bao gồm cả những phản ứng phân rã khác (thường là phân rã beta) cho đến khi nguyên tố ổn định được tạo thành.
Ví dụ 3: trong phân rã gamma, một nuleic thường hay phân rã theo quá trình từ một hạt có tính tương tác năng lượng mạnh chuyển đổi thành hạt có mức năng lượng thấp hơn bằng cách chiếu tia gamma. Nguyên tố sẽ không thay đổi thành một nguyên tố khác trong quá trình này (cũng không diễn ra phản ứng chuyển đổi hạt nhân).
Ngoài ra, còn có các dạng phân rã ngoại lai (exotic decay). Ví dụ như: trong phân rã chuyển đổi phóng xạ , năng lượng từ một nuclei xung lực có thể xuyên vào quỹ đạo bên trong của các electron từ chính hạt nguyên tử, trong một quá trình tạo ra thêm gia tốc cho các hạt electron nhưng không phải là phản ứng beta và cũng không thay đổi một nguyên tố này thành nguyên tố khác.

### Tổng hợp hạt nhân.
Trong phản ứng tổng hợp hạt nhân nguyên tử, hai nuclei có tổng thể khối nhỏ sẽ được đưa lại gần để cho một lực mạnh hơn có thể kết nối chúng lại với nhau. Tương tác này cần một lực lớn hoặc lực hạt nhân để vượt qua được lực đẩy điện từ giữa các nuclei để tổng hợp chúng lại với nhau; Tuy nhiên, chỉ có thể thực hiện tổng hợp hạt nhân trong môi trường có áp suất cao hoặc nhiệt lượng cao. Khi các nuclei được tổng hợp, phản ứng sẽ phóng rất nhiều năng lượng ra bên ngoài để thu thập năng lượng. Ngoài ra, còn làm cho năng lượng bên trong các nucleus đã được tổng hợp sẽ vào thể năng lượng thấp. Sự liên kết năng lượng trên một nucleon sẽ làm tăng tổng số khối lượng lên bằng với khối lượng của nickel-62.
Các thiên thể định dạng ngôi sao (ví dụ như Mặt Trời) luôn tỏa nhiệt năng trong sự tổng hợp của 4 proton vào bên trong 1 nucleus của helium, gồm: 2 positron và 2 neutrino. Sự tổng hợp không kiểm soát của hydrogen vào bên trong helium được gọi là phản ứng nhiệt hạch (hoặc phản ứng nhật năng). Hiện nay, các viện nghiên cứu luôn phát triển thêm các công nghệ kiểm soát trong tổng hợp hạt nhân để đáp ứng các nhu cầu sử dụng theo thị trường kinh tế. Tổng hợp hạt nhân là khởi nguồn của năng lượng (gồm các thể khác nhau của ánh sáng và phóng xạ điện từ) được tạo ra từ lõi của toàn thể các ngôi sao thiên thể, có cả Mặt Trời của Trái Đất.

### Phân hạch hạt nhân.
[[Tập tin:Nuclear fission of uranium.png|nhỏ|Tổng quan về phản ứng phân hạch hạt nhân của Uranium.Một neutron hấp thụ bởi một nucleus của uranium-235. Chuyển hóa thành thể nucleus Uranium-236 xung lực. Lúc này, năng lượng xung lực nucleus cung cấp từ động năng của neutron, cộng thêm lực tạo thành neutron. Sẽ làm cho uranium-236, xoay chuyển, tách thành các nguyên tố nhẹ hơn, di chuyển siêu nhanh (gọi là sản phẩm của quá trình phân hạch) và tạo ra rất nhiều các neutron tự do. Nếu sử dụng một hoặc nhiều tia gamma, kết hợp thêm nhiều năng lượng tương ứng ...Phân hạch hạt nhân là phản ứng ngược lại với tổng hợp hạt nhân. Khi một nuclei có tổng thể khối lượng nặng hơn Nickel-62, liên kết năng lượng trên một nucleon giảm theo số khối lượng. Vì vậy, đây là khả dĩ làm cho năng lượng được giải phóng ra bên ngoài nếu trường hợp một nucleus vỡ ra thành hai nucleus có tổng thể khối lượng nhẹ hơn. Quá trình phân rã alpha đặc biệt sẽ là tính chất luôn có trong phân hạch hạt nhân.
Từ rất nhiều các nuclei có khối lượng nặng có thể tạo ra phản ứng sản sinh nhiều các neutron tự do. Đồng thời, các nuclei này cũng dễ dàng hấp thụ các neutron tự do được phóng ra từ trong phản ứng phân hạch đầu tiên. Trong chuỗi các phản ứng liên tục này, sẽ có khởi tạo ra neutron có khả năng tỏa nhiệt (bắt lửa mạnh).
Phân hạch hạt nhân (hay còn gọi là chuỗi phản ứng hạt nhân) là công nghệ chỉ được dùng trong quân sự, quốc phòng, công nghệ du hành Vũ Trụ...